# Melty Blood
Melty Blood (яп. メルティブラッド Мэрути Бураддо) — серия компьютерных игр в жанре файтинг, разработанная компанией Type-Moon совместно с French Bread. Игровой процесс первых двух игр серии (Melty Blood и Melty Blood: ReACT) построен на прочтении игроком сюжетных сцен по аналогии с жанром визуальных романов, в промежутках между которыми происходят сражении в двухмерном пространстве между двумя персонажами, применяющими комбинации ударов для снижения очков здоровья оппонента до нулевой отметки. Сюжет серии тесно связан с событиями визуальных романов Tsukihime и Kagetsu Tohya, используя различных персонажей этих произведений, и повествует о мистических событиях, связанных с появлением вампиров, в японском городе Мисаки, в центре которых оказывается героиня Сион Эльтнам Атласиа, пытающаяся излечиться от приобретённого вампиризма.
Изначально проект разрабатывался для выпуска в качестве додзинси, в которой компания Type-Moon была задействована для создания сценария и дизайна персонажей, а French Bread — для реализации этих идей в виде компьютерного кода. Первая игра серии была издана для платформы Windows и поступила в продажу на зимнем Комикете 2002 года. Все дальнейшие представители серии Melty Blood были построены на едином с исходной игрой игровом движке и вносили дополнения в базовый игровой процесс. Начиная с игры Melty Blood: Act Cadenza, к созданию серии подключилась компания Ecole Software, занимавшаяся портированием её на платформы для аркадных автоматов и системы PlayStation, вследствие чего элементы визуальных романов были подвергнуты сокращению и серия получила полностью коммерческий статус. Начиная с 2005 года, серия Melty Blood была представлена в качестве постоянной киберспортивной дисциплины на различных соревнованиях в жанре файтингов. Финальная игра серии, завершившая её основную сюжетную линию, Melty Blood: Actress Again Current Code 19 апреля 2016 года была размещена в онлайн-сервисе Steam, что стало первым официальным изданием Melty Blood за пределами Японии.

## Игровой процесс

Битва между Сики Рёги и Сики Тоно в игре Melty Blood: Actress Again Current Code

Серия Melty Blood представляет собой ряд игр, созданных на стыке жанров файтинга и визуального романа и объединённых общей сюжетной линией и сеттингом. В первых двух играх — Melty Blood и Melty Blood: ReACT — игровой процесс построен преимущественно из типичных для визуальных романов сцен с видом от третьего лица со статичными двумерными изображениями персонажей, во время которых подаются диалоги в виде сопутствующего текста. В некоторые моменты воспроизведение текста прекращается и игроку предлагается провести схватку с героем, управляемым искусственным интеллектом, исход которой напрямую влияет на дальнейшее течение фабулы по нескольким сюжетным аркам. В игре Melty Blood имеется 21 концовка, из которых лишь семь являются «положительными», в то время как остальные завершаются смертью главного героя. Начиная с Melty Blood: Act Cadenza, разветвлённость сюжетных линий по аркам была изменена в пользу линейного прохождения нескольких схваток с противниками, в промежутках между которыми производится вывод сюжетной информации.
Сражения с противниками в серии Melty Blood построены на применении комбинаций ударов для снижения очков здоровья оппонента до нулевой отметки. Игрок проводит серию боёв до двух побед один на один с компьютерными противниками либо с другим игроком, в зависимости от режима игры. Время отдельных раундов может быть ограниченным или неограниченным, в зависимости от установок игрока. Игра представляет собой двухмерный файтинг, основанный на использовании ширины и высоты игрового поля с возможностью блокирования ударов оппонента и двухступенчатыми прыжками. Управление атаками персонажей осуществляется посредством настраиваемой трёхкнопочной системы геймпада или клавиатуры; четвёртая кнопка применяется для отмены собственных начатых комбинаций и блокирования выпадов противника. Проведение успешных атак против оппонента и парирование его ударов происходит накопление энергетической шкалы — «магической цепи» (англ. Magic Circuit), заполняемой от нуля до трёхсот процентов, которую игрок по собственному усмотрению может израсходовать на восстановление очков здоровья или проведение «суперприёмов» (англ. Arc-Drive). Скорость потери очков здоровья персонажами зависит от типов применяемых атак противником, а также от состояния защитной шкалы (англ. Guard), уменьшающейся при использовании комбинаций ударов с высокими значениями урона. Начиная с игры Melty Blood: Actress Again в игре существует три типа боевых стиля персонажей: «полумесяц» (англ. Crescent-Moon), «половина луны» (англ. Half-Moon) и «полнолуние» (англ. Full-Moon), различающихся типом возможных комбинаций ударов, уроном от каждого из них, а также степенью участия искусственного интеллекта в управлении действиями выбранного персонажа. В игре реализована система контратакующих действий (англ. EX-Shielding), позволяющая наносить большое количество урона после парирования оппонента, при этом получая существенное увеличение уязвимости перед новыми атаками. Часть персонажей (например, Сион и Неко-Арк) обладают уникальными дистанционными способами воздействия на противника, недоступными для прочих героев.

### Персонажи
Персонажами серии Melty Blood выступают герои визуальных романов Tsukihime и Kagetsu Tohya, в сеттинге которых происходит действие игры. Для каждого из героев реализованы несколько типов костюмов с настраиваемой игроком цветовой палитрой. Часть персонажей имеет альтернативные формы (например, Сион в виде вампира — Сион Татари), отличающихся типами используемых атак и предоставляемых игроку в виде отдельных для выбора юнитов. Количество доступных для игры героев увеличивалось по мере выхода новых частей серии — с 14 в Melty Blood до 31 в Melty Blood: Actress Again Current Code.
| Персонажи в серии Melty Blood                          | Персонажи в серии Melty Blood | Персонажи в серии Melty Blood | Персонажи в серии Melty Blood | Персонажи в серии Melty Blood | Персонажи в серии Melty Blood | Персонажи в серии Melty Blood | Персонажи в серии Melty Blood |
| Персонаж                                               | Наличие в версии              | Наличие в версии              | Наличие в версии              | Наличие в версии              | Наличие в версии              | Наличие в версии              | Сэйю                          |
| Персонаж                                               | MB                            | MBRA                          | MBAC                          | MBAC(B)                       | MBAA                          | MBAACC                        | Сэйю                          |
| ------------------------------------------------------ | ----------------------------- | ----------------------------- | ----------------------------- | ----------------------------- | ----------------------------- | ----------------------------- | ----------------------------- |
| Акиха Тоно (англ. Tohno Akiha)                         | +                             | +                             | +                             | +                             | +                             | +                             | Хитоми                        |
| Акиха Тоно (школьная форма) (англ. Tohno Akiha)        | —                             | —                             | —                             | —                             | +                             | +                             | Хитоми                        |
| Алая Акиха (англ. Akiha Vermillion)                    | +                             | +                             | +                             | +                             | +                             | +                             | Хитоми                        |
| Аоко Аодзаки (англ. Aozaki Aoko)                       | —                             | +                             | +                             | +                             | +                             | +                             | Котоно Мицуиси                |
| Арквейд Брюнстад (англ. Arcueid Brunestud)             | +                             | +                             | +                             | +                             | +                             | +                             | Рёка Юдзуки                   |
| Архетип: Земля (англ. Archetype: Earth)                | —                             | —                             | —                             | —                             | +                             | +                             | Рёка Юдзуки                   |
| Белая Лен (англ. White Len)                            | —                             | +                             | +                             | +                             | +                             | +                             | Каори Мидзухаси               |
| Кома Кисима (англ. Kishima Kouma)                      | —                             | —                             | +                             | +                             | +                             | +                             | Дзюрота Косуги                |
| Кохаку (англ. Kohaku)                                  | +                             | +                             | +                             | +                             | +                             | +                             | Наоко Такано                  |
| Красная Арквейд (англ. Red Arcueid)                    | +                             | +                             | +                             | +                             | +                             | +                             | Рёка Юдзуки                   |
| Лен (англ. Len)                                        | —                             | +                             | +                             | +                             | +                             | +                             | Каори Мидзухаси               |
| Мияко Арима (англ. Arima Miyako)                       | +                             | +                             | +                             | +                             | +                             | +                             | Мива Кодзуки                  |
| Меха-Хисуи (англ. Mech-Hisui)                          | +                             | +                             | +                             | +                             | +                             | +                             | Мию Мацуки                    |
| Меха-Хисуи и Кохаку (англ. Mech-Hisui & Kohaku)        | —                             | —                             | —                             | —                             | +                             | +                             | Мию Мацуки, Наоко Такано      |
| Меха-Хисуи и Неко-Арк (англ. Mech-Hisui & Neco-Arc)    | —                             | —                             | —                             | —                             | +                             | +                             | Мию Мацуки, Рёка Юдзуки       |
| Михаэль Роа Вальдамьён (англ. Michael Roa Valdamjong)  | —                             | —                             | —                             | —                             | +                             | +                             | Кэн Нарита                    |
| Неко-Арк (англ. Neco-Arc)                              | —                             | +                             | +                             | +                             | +                             | +                             | Рёка Юдзуки                   |
| Неко-Арк Хаос (англ. Neco-Arc Chaos)                   | —                             | —                             | —                             | +                             | +                             | +                             | Дзёдзи Наката                 |
| Нерон Хаос (англ. Nrvnqsr Chaos)                       | —                             | —                             | +                             | +                             | +                             | +                             | Дзёдзи Наката                 |
| Ночь Валахии (англ. Night of Wallachia)                | +                             | +                             | +                             | +                             | +                             | +                             | Ясунори Масутани              |
| Рисбайф Стридберг (англ. Riesbyfe Stridberg)           | —                             | —                             | —                             | —                             | +                             | +                             | Акэно Ватанабэ                |
| Сики Рёги (англ. Ryougi Shiki)                         | —                             | —                             | —                             | —                             | +                             | +                             | Маая Сакамото                 |
| Сики Тоно (англ. Tohno Shiki)                          | +                             | +                             | +                             | +                             | +                             | +                             | Кэндзи Нодзима                |
| Сики Наная (англ. Nanaya Shiki)                        | +                             | +                             | +                             | +                             | +                             | +                             | Кэндзи Нодзима                |
| Сион Татари (англ. Sion TATARI)                        | +                             | +                             | +                             | +                             | +                             | +                             | Рио Нацуки                    |
| Сион Эльтнам Атласиа (англ. Sion Eltnam Atlasia)       | +                             | +                             | +                             | +                             | +                             | +                             | Рио Нацуки                    |
| Сиэль (англ. Ciel)                                     | +                             | +                             | +                             | +                             | +                             | +                             | Куми Сакума                   |
| Хисуи (англ. Hisui)                                    | —                             | +                             | +                             | +                             | +                             | +                             | Мию Мацуки                    |
| Хисуи и Кохаку (англ. Hisui & Kohaku)                  | +                             | +                             | +                             | +                             | +                             | +                             | Мию Мацуки, Наоко Такано      |
| Экзекутор Сиэль (англ. Executioner Ciel / Powerd Ciel) | —                             | +                             | —                             | —                             | —                             | +                             | Куми Сакума                   |
| Юмидзука Сацуки (англ. Satsuki Yumizuka)               | —                             | +                             | +                             | +                             | +                             | +                             | Оми Минами                    |

### Режимы игры
В игре Melty Blood: Actress Again Current Code представлены шесть игровых режимов:
- Аркада (англ. Arcade). Однопользовательский режим с сюжетной линией, индивидуальной для каждого персонажа. От выбранного игроком героя требуется одержать девять последовательных побед в матчах с заранее предусмотренными по сюжету противниками. В промежутках между сражениями демонстрируются статичные фоновые изображениями с озвученными диалогами, повествующими о целях и взаимоотношениях персонажей[14]. В качестве финальных боссов в игре используются помимо доступных для выбора игроком персонажей также уникальные скрытые герои. В играх Melty Blood и Melty Blood: ReACT большую часть времени в этом режиме предлагалось прочтение сопутствующего текста, а не проведение схваток, а общее их число не превышало шести в зависимости от сюжетной линии[3].
- Сражение против второго игрока (англ. Player VS Player). PvP-режим. Сражение между двумя игроками на различных платформах проходит через подключение дополнительного геймпада к одному игровому устройству[15].
- Сражение против компьютера (англ. Player VS CPU). Однопользовательский режим. Сражение происходит между игроком и искусственным интеллектом в рамках выбранных игроком параметров матча и игровых персонажей[16].
- Компьютер против компьютера (англ. CPU VS CPU). Режим, состоящий в наблюдении боя между двумя выбранными персонажами, управляемыми искусственным интеллектом[17].
- Тренировка (англ. Training). Однопользовательский режим. В отличие от «сражения против компьютера» оппонент не оказывает игроку сопротивления, очки здоровья бесконечно автоматически восстанавливаются и предварительно установлено бесконечное время проведения схватки[18].
- Сетевой режим (англ. Network Mode). PvP-режим. Сражение между двумя игроками по сети интернет. Впервые был реализован в Melty Blood: Actress Again[14].

Помимо перечисленных существует также специальный режим просмотра проведённых ранее матчей (англ. Replay).

## Сюжет
События первой игры серии Melty Blood разворачиваются летом 2001 года в японском городе Мисаки (яп. 三咲), в котором спустя два года после действия визуального романа Tsukihime снова начала происходить серия загадочных убийств. Ученик старшей школы Сики Тоно, обладающий способностью «мистических глаз восприятия смерти» (яп. 直死の魔眼 тёкуси но маган) — возможности видеть «смерть» любой сущности в форме линий и точек (любой разрез, проведённый по таким линиям, приводит к безвозвратному уничтожению сущности предмета), решает провести собственное расследование, для чего по ночам занимается патрулированием города. В одну из таких ночей он сталкивается с неизвестной ему молодой иностранкой по имени Сион Эльтнам Атласиа, которая развязывает с ним драку и пытается взять в плен. Одержав победу в хватке с ней, Сики выясняет, что девушка прибыла в Мисаки с целью встретиться с «истинным предком» (яп. 真祖 Синсо) (вампиром от рождения), который бы помог ей излечиться от собственного приобретённого вампиризма. В зависимости от результатов дальнейших схваток история развивается по отдельным сюжетным аркам с различными концовками, в которых выясняется, что за преступлениями стоял «мёртвый апостол» (яп. 死徒 Сито) (вампир, изначально бывший человеком, но в результате магических экспериментов ставшим нежитью) по кличке «Ночь Валахии», обладающий уникальной способностью «татари» (яп. タタリ), придающую физическую форму страхам и слухам, блуждающим в окружающем его обществе, и заразивший ранее Сион. Совместными усилиями герои Melty Blood уничтожают мёртвого апостола.
Игры Melty Blood: ReACT и Melty Blood: Act Cadenza являются побочными историями основного сюжета. В первой из них в Мисаки проходит слух о появлении в городе загадочных кошек, одной из которых является творение наставницы Сики Тоно — Аоко Аодзаки — Белая Лен, созданная из останков «Ночи Валахии» и также обладающая способностью «татари». В игре Melty Blood: Act Cadenza отсутствует единый сюжет, а режим аркады для каждого из персонажей повествует независимую историю в общем сеттинге серии. Melty Blood: Actress Again продолжает события первой игры, повествуя о событиях спустя год после неё. По её сюжету в городе вновь проявились порождения «татари», наступила аномальная жара и началось массовое исчезновение жителей. В числе призванных «татари» оказываются побеждённые ранее герои Tsukihime и Melty Blood, решившие отомстить своим убийцам.

## Разработка
В апреле 2001 года вскоре после выпуска додзин-кружком Type-Moon визуального романа Tsukihime к создателям игры обратился представитель другого любительского объединения — Watanabe Seisakusho (после коммерциализации получившего название French Bread). Им было выдвинуто предложение о разработке в ближайшую пару лет совместной игры в жанре файтинга для издания на CD-носителях. В качестве примера главному сценаристу Type-Moon Киноко Насу и иллюстратору Такаси Такэути представителем Watanabe Seisakusho была продемонстрирована предыдущая работа кружка, состоявшая в аналогичной адаптации визуального романа To Heart, поступившая в продажу как додзинси The Queen of Heart. После данной презентации руководство Type-Moon приняло условия сотрудничества, и было решено, что будущий проект будет также выпущен как любительская работа, выполненная на стыке жанров визуального романа и файтинга в сеттинге Tsukihime. Проработка сценария работы была оставлена за автором первоисточника — Киноко Насу, а программная реализация проекта целиком была отдана Watanabe Seisakusho.
До этого момента додзин-кружок Watanabe Seisakusho занимался исключительно разработкой файтингов для операционной системы Windows с использованием персонажей коммерчески успешных визуальных романов жанра эроге. В момент начала переговоров руководство группы не имело представления о сюжете Tsukihime, и выбор его как первоисточника новой работы был сделан исключительно из-за наличия большого числа женских персонажей. Однако сразу же после начала разработки ведущий программист кружка Гадзёин отметил, что сеттинг игры хорошо подходил для создания в новом проекте игрового процесса близкого к системе beat 'em up. В качестве игрового движка им была использована система, применявшаяся ранее в The Queen of Heart.
В Watanabe Seisakusho было принято решение о реализации игрового процесса файтинга в двухмерной модели с использованием многоступенчатых прыжков и атак с воздуха. Основное внимание Гадзёина во время разработки было сосредоточено на достижении игрового баланса между умениями отдельных персонажей. Кроме того программистом была выполнена доскональная вычитка первоисточника для максимально точной передачи движений героев, которые воспроизводились в соответствии с описанием в визуальном романе. Первоначальный план разработчика состоял в реализации боевых навыков по аналогии с Tsukihime, что позволило бы одерживать верх над оппонентом за счёт небольшого числа ударов, часть из которых становилась бы смертельной. Однако в ходе первичного тестирования такая сложность игрового процесса оказалась чрезмерной для игроков, и в итоге урон от умений персонажей был значительно усреднён. По признанию Гадзёина, наибольшие трудности в выборе боевой техники были связаны с персонажами-горничными Хисуи и Кохаку, которые в итоге были объединены в один игровой юнит.
Как и предыдущие работы Watanabe Seisakusho новый проект разрабатывался для Windows как основной платформы, несмотря на то, что файтинги в те времена были более распространены на консолях. Данное решение было принято руководством додзин-кружка по причине того, что они сочли персональный компьютер менее ограничивающим функциональные возможности будущей игры, что позволило им увеличить по сравнению с предыдущими собственными играми скорость обработки и расширить палитру цветов в спрайтах персонажей и фоновых изображениях.
Киноко Насу в момент утверждения будущего проекта игры занимался написанием сценария к продолжению Tsukihime — визуальному роману Kagetsu Tohya, и поэтому лишь по окончании работ с ним в конце 2001 года сумел приступить к проработке сюжетных линий файтинга. Сценарист решил расположить завязку нового произведения непосредственно после завершения событий Kagetsu Tohya, использовать всех имевшихся в нём персонажей, а также создать несколько новых непосредственно для файтинга, получившего в то время название Melty Blood. Дизайн героев был выполнен иллюстратором Такаси Такэути и утверждался в индивидуальном порядке совместно с Watanabe Seisakusho. Музыкальное сопровождение серии было написано штатным композитором Type-Moon — KATE.

## Выпуск и издания
| Системные требования игры Melty Blood: Actress Again Current Code | Системные требования игры Melty Blood: Actress Again Current Code | Системные требования игры Melty Blood: Actress Again Current Code |
| ----------------------------------------------------------------- | ----------------------------------------------------------------- | ----------------------------------------------------------------- |
|                                                                   | Рекомендации                                                      |                                                                   |
| Microsoft Windows                                                 |                                                                   |                                                                   |
| ОС                                                                | Windows 7, 8, 8.1                                                 | Windows 7, 8, 8.1                                                 |
| ЦПУ                                                               | Intel Celeron 440 (2.0 HHz)                                       | Intel Celeron 440 (2.0 HHz)                                       |
| Объём ОЗУ                                                         | 2 GB                                                              | 2 GB                                                              |
| Место на диске                                                    | 3 GB                                                              | 3 GB                                                              |
| Видеокарта                                                        | Поддержка DirectX 9.0, GeForce 7900 / Radeon X1600                | Поддержка DirectX 9.0, GeForce 7900 / Radeon X1600                |

Релиз первой игры серии как додзинси состоялся 28 декабря 2002 года на зимнем Комикете. В игру было добавлено озвучивание сэйю, на роль которых был набран полностью новый актёрский состав по сравнению с находившимся на завершающей стадии производства аниме-сериалом Shingetsutan Tsukihime, где ранее встречалась большая часть персонажей Melty Blood. Спустя два месяца после этого Watanabe Seisakusho была реорганизована из додзин-кружка в коммерческую компанию French Bread, а в мае 2003 года этот же процесс был завершён и в Type-Moon, получившей имя Notes. Руководства обеих компаний решили на фоне популярности файтинга у поклонников Tsukihime продолжить серию новой игрой, которая получила название Melty Blood: ReACT, но несмотря на получение официальных статусов сохранили для сиквела статус любительской работы, поскольку посчитали, что изменение названия Type-Moon на доселе неизвестное может отпугнуть потенциальную аудиторию серии. Демоверсия новой игры была подготовлена и представлена на следующем зимнем Комикете, одновременно в продажу был выпущен сборник саундтрека первой части — Promised Down. 30 мая 2004 года Melty Blood: ReACT поступил в продажу. Сюжет новой игры являлся прямым продолжением событий Melty Blood, игровой процесс был дополнен двумя новыми доступными для выбора персонажами. Помимо этого по сравнению с оригиналом была частично изменена система комбинаций ударов для предотвращения излишне быстрого убийства оппонента, произведено изменение баланса урона от различных атак, а также добавлены уникальные атаки альтернативным формам основных персонажей, которые в предыдущей версии были идентичны с их прототипами.
В июле 2004 года после переговоров между разработчиками и компанией Ecole Software было достигнуто соглашение о дальнейшем совместном выпуске новых игр уже в виде полноценных коммерческих работ с портированием на аркадные автоматы и консоли PlayStation. В этой связи произошла смена формата игры с доминирования составляющей визуального романа на преимущественный игровой процесс непосредственно файтинга. В декабре того же года новая игра, названная Melty Blood: Act Cadenza и представлявшая собой расширенную версию Melty Blood: ReACT, была закончена, и состоялось её тестирование в сетях залов игровых автоматов, а 25 марта 2005 года она была выпущена для аркадных систем NAOMI компании Sega. В июле того же года French Bread в качестве бесплатной бонусной продукции было издано дополнение Melty Blood: ReACT Final Tuned, содержавшее в себе все игровые изменения, вошедшие в Melty Blood: Act Cadenza. Начиная с 2005 года серия вошла в программу киберспортивного турнира Tougeki – Super Battle Opera, организованного журналом Monthly Arcadia.
10 августа 2006 года исправленная от многочисленных ошибок кода Melty Blood: Act Cadenza была выпущена для платформы PlayStation 2, содержащая сделанные разработчиками небольших корректировки игрового баланса. Эта же версия игры впоследствии под названием Melty Blood: Act Cadenza Ver. B была портирована на персональный компьютер и издана 27 июля 2007 года, после чего уже в октябре состоялось объявление о ведущейся разработке и скором выпуске новой игры — Melty Blood: Actress Again. Впервые со времён оригинальной игры была произведена оптимизация визуального контента работы и частичная переработка игрового движка, заполучившего более плавную анимацию и уменьшенную пикселизацию изображений в связи с переходом на соотношение сторон экрана 16:9. В это время в игровой процесс были также добавлены дополнительные способы блокирования оппонента и реализованы различные стили боя персонажей. 19 августа 2008 года игра появилась в продаже для систем аркадных автоматов, а 20 августа 2009 года — для PlayStation 2, причём в версии для последней была добавлена в качестве доступного для выбора героя персонаж Kara no Kyoukai — Сики Рёги. В течение месяца непосредственно после выхода Melty Blood: Actress Again находилась в четвёрке лучших игр для PlayStation 2 по объёму продаж за отчётный период в Японии. В это же самое время Ecole Software приступили к созданию новой версии игры, предварительно названную Melty Blood: Actress Again Final Tuned, в которой планировалась совершить переход на аркадную систему RingWide, увеличить число доступных для выбора персонажей до тридцати одного и завершить сюжетную линию оригинальной игры. После завершения разработки она была протестирована 19 и 20 декабря 2009 года в специализированном учреждении Sega в Акихабаре. В феврале следующего года было получено официальное разрешение на выпуск продукта от Союза операторов аркадных систем Японии, после чего игра, сменившая название на Melty Blood: Actress Again Current Code, поступила в продажу 14 октября 2010 года для аркадных автоматов.
По заверению Киноко Насу, сделанному во время празднования десятилетия компании Type-Moon в 2011 году, Melty Blood: Actress Again Current Code стала финальной на тот момент игрой в серии Melty Blood и дальнейшее её расширение отложено до будущего издания ремейка визуального романа Tsukihime, причём и сам Melty Blood в этом случае будет также переиздан, а не получит сюжетное продолжение. 30 декабря 2011 года во время зимнего Комикета состоялся выпуск Melty Blood: Actress Again Current Code для Windows, причём сама версия получила полноценный сетевой режим через соединение с сетью интернет. 19 апреля 2016 года при поддержке компании Arc System Works игра впервые была официально издана за пределами, поступив в продажу через сервис Steam.
26 марта 2021 года появилось подтверждение анонса десятилетней давности: поскольку началась подготовка к выпуску ремейка Tsukihime, то состоялся ананс новой игры серии — Melty Blood Type Lumina для платформ PS4 и Nintendo Switch. В анонсе отмечалось о частичной переработке боевой системы, которая не только сохранит элементы прежнего геймплея, но и будет дополнена простыми комбинациями, а также о том, что игра получит обновлённую графику, аналогичную новой версии визуального романа, и будет содержать не менее 10 игровых персонажей.

## Манга и радиопостановки

Обложка первого тома манги Melty Blood. На изображении Арквейд Брюнстад (слева) и Сион Эльтнам Атласиа (справа)

На основе оригинальной игры мангакой Такэру Кирисимой было создано три серии манги, выпускавшихся в журнале Comptiq издательства Kadokawa Shoten. Первая из них под названием Melty Blood была издана в период с 7 апреля 2006 года по 26 августа 2010 года в девяти танкобонах, сюжет шести из которых был посвящён прямой адаптации игры в контексте истории «татари» и Сион Эльтнам Атласии, а последующие три являлись спин-оффом, повествующим о взаимоотношениях в семье Сики Тоно между его сводными сёстрами — Акихой Тоно и Мияко Аримой. В моменты издания новых выпусков манга регулярно попадала в число тридцати лучших по объёму продаж. Помимо Японии серия была лицензирована и издана во Франции компанией Pika Édition в период с 2010 по 2013 год. В 2011 году в двух танкобонах было выпущено продолжение под названием Melty Blood X, по сюжету которого в городе Мисаки появляется загадочная пирамида. В 2016 году серия вновь была продолжена двумя танкобонами манги Melty Blood Rodjiura Naitomea.
Критик французского интернет-портала Manga-News отмечал относительно самостоятельный характер манги Melty Blood, в которой Такэру Кирисима для разъяснения сюжета вводил пояснения, основанные на истории Tsukihime, однако в недостаточной мере, чтобы незнакомый с визуальным романом смог полностью оценить линии всех персонажей. В графическом содержании подчёркивалась неравномерность качественно выполненных изображений, многие из которых не отличались тщательностью проработки и по чёткости передачи и общему впечатлению существенно уступали манга-адаптации Tsukihime от Сасаки Сёнэна. Также обозревателем отмечалось отсутствие объяснений действий и полных предысторий персонажей, особенно в завязке сюжетной арки с Мияко Аримой, и плохая постановка боевых сцен, которых автор сознательно старался избегать.
В качестве дополнений к сюжету манг Melty Blood и Melty Blood X в 2009 и 2010 году на CD-носителе было выпущено две радиопостановки MELTY BLOOD Drama CD: Ladies in the water и MELTY BLOOD Drama CD: Rojiura Pyramid Night, соответственно, в виде приложения к журналу Comptiq. В записи первой из них приняли участие пять сэйю: Хитоми (Акиха Тоно), Наоко Такано (Кохаку), Акэно Ватанабэ (Рисбайф Стридберг), Рио Нацуки (Сион) и Оми Минами (Юмидзука Сацуки), а в постановке MELTY BLOOD Drama CD: Rojiura Pyramid Night к ним добавилась Рёка Юдзуки, исполнявшая роль Арквейд Брюнстад.

## Критика

### Визуальные романы
Поскольку первые две игры серии Melty Blood были выпущены как додзинси, они не получили широкого освещения в тематической прессе. Тем не менее, как отмечал обозреватель Absolute Games Илья Лисобой, Melty Blood стала одним из немногочисленных примеров того, что любительский файтинг стал достаточно известен в виде «полулегальных поставок» за пределами Японии, поскольку существенно отличалась от основной массы подобной продукции. Рецензент выделял неплохую для додзин-работы реализацию графического материала и визуальных эффектов, сравнимую с уровнем Guilty Gear XX, но также подверг критике пикселизованное исполнение спрайтов персонажей, назвав её «пришедшей из прошлого тысячелетия», а также дизайн их костюмов, который, на его взгляд, был незапоминающимся и «непригодным для файтингов, где требуются колоритные герои».
Игровой процесс в виде системы комбинаций ударов и отдельных типов атак, по мнению Лисобоя, очень сильно напоминал Guilty Gear X и был предназначен преимущественно для игроков с быстрой манерой проведения схваток. Объём сюжетной информации получил сравнение с средней японской ролевой игрой, что разительно отличалось от коротких вставок между сражениями в иных представителях жанра файтингов. Лисобой отмечал удобство игрового процесса на персональном компьютере и быстрое обучение основным боевым приёмам. Кроме того критик увидел аналогию с Samurai Shodown на примере существования нескольких форм одного и того же героя как отдельных доступных для выбора персонажей. Выделив хорошо подобранный состав сэйю, Лисобой раскритиковал общее музыкальное сопровождение игры, назвав его «вялым попискиванием». В целом работа была расценена как нишевая игра для персонального компьютера с «пристойной боевой системой», которая способная найти поклонников преимущественно в среде фанатов аниме.

### Файтинги
| Сводный рейтинг    | Сводный рейтинг |
| Агрегатор          | Оценка          |
| ------------------ | --------------- |
| GameRankings       | 75,71 %         |
| Metacritic         | 78 %            |
| Иноязычные издания |                 |
| Издание            | Оценка          |
| Destructoid        | 8/10            |
| Eurogamer          | 8/10            |
| 4Players           | 65/100          |
| Cogconnected       | 60/100          |
| Everyeye.it        | 7/10            |
| GameCrate          | 6,5/10          |
| GamingNexus        | 8/10            |
| GameSpew           | 9/10            |
| The Sixth Axis     | 8/10            |
| UK Anime Network   | 8/10            |
| Vandal             | 8/10            |

Файтинги серии Melty Blood после выхода локализованной на английском языке версии игры в Steam в 2016 году получили многочисленные положительные оценки рецензентов, отмечавших, что, несмотря на длительное отсутствие официального издания за пределами Японии, игра была хорошо известна любителям жанра и неоднократно была представлена в качестве самостоятельной киберспортивной дисциплины на различных соревнованиях.
Главным достоинством серии, на взгляд критиков, был назван её игровой процесс, отличавшийся большой вариативностью у различных персонажей. По мнению обозревателя Eurogamer Мэтта Эдвардса, боевая система игры включала в себя все типичные элементы двухмерных файтингов, чем напоминала Tatsunoko vs. Capcom: Ultimate All-Stars, но превосходила её в дополнительной проработке отдельных элементов комбинаций ударов. Положительно была оценена идея использования трёх стилей боя для каждого, что, на взгляд критиков, вносило существенное разнообразие в игровой процесс, и не сводилась, по оценке Матиаса Эртеля из 4Players, к аналогии с игрой «Камень-ножницы-бумага». По мнению Мигеля Морана из интернет-портала The Sixth Axis и Тайлера Триза из Cogconnected, подобная боевая система напоминала Mortal Kombat X, а стиль «полнолуние» получил сравнение от критика GameCrate Анджело Ди Ардженио с серией Guilty Gear. Мэтт Эдвардс и представитель Destructoid Кайл Макгрегор Берлсон отмечали наличие большого количества защитных техник, которые отличались большей эффективностью, нежели их аналоги в серии Street Fighter. Кроме того в числе достоинств указывалась возможность объединения отдельных атак в новые комбинации ударов.
Обозреватели выделяли большое количество персонажей и большое разнообразие их умений. Однако мнения об игровом балансе разошлись среди критиков: на взгляд Анджело Ди Ардженио лишь около 10—12 персонажей были действительно пригодными для соревновательной игры, в то время как остальные сильно уступали им по характеристикам, однако в рецензии UK Anime Network игра была названа, напротив, «хорошо сбалансированной». Обозреватели подвергли критике отсутствие какого бы то ни было режима обучения, что требовало от игроков самостоятельного поиска информации о возможных типах комбинаций и основных методах ведения боя. Тем не менее, по мнению некоторых рецензентов, этот недостаток частично нивелировался простотой управления и наличием в финальных играх серии подсказок по краям экрана с подсказками по выполнению базовых движений героями. Высказывались также претензии по общему количеству режимов игры: Матиас Эртель сетовал на отсутствие режима для отработки комбинаций, а Кайл Макгрегор Берлсон отметил, что хотел бы увидеть сражение за достижение максимального количества очков и бесконечную битву на выживание. Проработка искусственного интеллекта заслужила положительных оценок. Реализация сетевого режима получила ряд нареканий, вызванных низким числом игроков онлайн, что приводило к высоким значениям ping внутри матчей и частым встречам противников с различным уровнем знакомства с игровым процессом. Часть рецензентов выделяла как достоинство низкие системные требования игры.
Сюжетный компонент последних представителей серии игр также получил неоднозначные оценки. На взгляд одной части критиков, переход приоритета с жанра визуального романа на файтинг положительно сказался на общем впечатлении от работы, хотя и был выполнен по аналогии с экспозицией манга-произведений. По мнению же других, фабула каждой части в отдельности была трудна для восприятия без видения общей картины или предыстории, вызывала отчуждение у новичков и быстрое угасание интереса к игре. Некоторые рецензенты и вовсе отмечали недостаточное количество сюжетной информации, которая была особенностью первых игр серии, а Анджело Ди Ардженио даже высказал предположение о падении качества проработки сюжета, которая стала уступать, по его мнению, Street Fighter III и Under Night In-Birth. Мигель Моран и Маттео Маньони из Everyeye.it в своих рецензиях указывали на большое количество сюжетных отсылок к другим произведениям Type-Moon, которые делали игру более интересной именно в среде фанатов продукции этой компании.
Визуальная составляющая работы также получила неоднозначные оценки, поскольку часть обозревателей делала поправку на фактический перевод игры 2002 года в реалии 2016-го с сохранением её базового движка, а другие воспринимали её с точки зрения представителей файтингов последнего на тот момент поколения. Мэтт Эдвардс отмечал внешнее сходство игры с King of Fighters XII, в то время как Матиас Эртель расценивал графическую составляющую игры уступающей другим играм Arc System Works — BlazBlue: Chrono Phantasma и Persona 4 Arena Ultimax. Анимация персонажей была оценена положительно большинством рецензентов, причём, по мнению Эдвардса, Melty Blood сумела в финальных версиях сильно превзойти представителей серии Samurai Shodown. Тем не менее, неполноценный перевод игры на соотношение сторон экрана 16:9 с сохранением незадействованных игровым процессом боковых панелей, а также пикселизация спрайтов персонажей, напротив, получили единодушные низкие оценки критиков. Кроме того в рецензии UK Anime Network отмечалось различие в проработке спрайтов персонажей в зависимости от даты добавления их в серию игр, так более поздние герои (такие как Сики Рёги и Роа) имели более детализованные изображения и анимацию. В качестве положительных аспектов также указывались большое количество арен для сражений, разнообразие настраиваемых цветовых палитр и общий дизайн персонажей. Музыкальное сопровождение работы и озвучивание сэйю преимущественно получило положительные отзывы, но, на взгляд Кайла Брэдфорда из GameSpew, была «достаточно типичной для малобюджетных серий» и «в целом незапоминающейся».
Рецензенты отмечали сохранение интереса игрового сообщества к игре в 2016 году, несмотря на фактическое расширенное переиздание версии 2002 года. По мнению Мигеля Морана, игра сумела выдержать испытание временем, а Кайл Макгрегор Берлсон отметил, что за прошедшие 15 лет с момента выпуска первой игры серия сумела «достичь практически совершенства» как файтинг.